# Music of Today
| Recensione | Giudizio |
| ---------- | -------- |
| All Music  |          |

 Roberto Magris & The D.I. Project: Music of Today è un album in studio registrato in Germania da Roberto Magris assieme a musicisti tedeschi ed italiani per la casa discografica Splasc(h), ed è stato pubblicato nel 1991.

## Tracce
1. The Way Inside – 12:11 (Roberto Magris)
2. All The Mothers’ Love – 2:19 (Roberto Magris)
3. Restless Spirits – 16:02 (Roberto Magris)
4. Psico-estasi – 7:23 (Roberto Magris)
5. Martin’s Jump – 10:48 (Roberto Magris)

## Musicisti
- Martin Klingeberg – tromba e voce
- Marco Castelli – sassofono tenore, sassofono soprano
- Achim Goettert-Zadek – sassofono tenore, sassofono soprano
- Joerg Drewing – trombone
- Albrecht Riermeyer – vibrafono
- Roberto Magris – pianoforte
- Rudi Engel – contrabbasso
- Davide Ragazzoni – batteria